# Anemia costata
Anemia costata är en ormbunkeart som beskrevs av Sehnem. Anemia costata ingår i släktet Anemia och familjen Anemiaceae. Inga underarter finns listade.